# Hamziyeh
Hamziyeh (tiếng Ả Rập: الحمزية) là một ngôi làng Syria nằm ở Salqin Nahiyah ở huyện Harem, Idlib. Theo Cục Thống kê Trung ương Syria (CBS), Hamziyeh có dân số 953 trong cuộc điều tra dân số năm 2004.